# Tadamichi Machida
Tadamichi Machida (Saitama, 23 mei 1981) is een voormalig Japans voetballer.

## Carrière
Tadamichi Machida speelde tussen 2000 en 2005 voor Kashiwa Reysol, Kyoto Purple Sanga, Kawasaki Frontale en Tokyo Verdy.